# Krater Chicxulub
Krater Chicxulub – ziemski krater uderzeniowy w Meksyku, pogrzebany pod warstwą osadów na półwyspie Jukatan i na dnie Zatoki Meksykańskiej; środek znajduje się w pobliżu miejscowości Chicxulub, od której został nazwany.
Krater ma około 150 km średnicy, z zewnętrznym pierścieniem o średnicy ok. 240 km (starsze oszacowania podają inne wartości, np. 180 km) i około 1 km głębokości. Jego początkowa głębokość wynosiła około 30 km. Struktura uderzeniowa pochodzi z przełomu kredy i paleogenu, sprzed 66,038 mln lat (według niektórych jest około 300 tysięcy lat starsza).

## Skutki
Krater powstał na skutek upadku komety lub dużej planetoidy. Uderzenie wyzwoliło energię ok. 4×1023 J, równoważną eksplozji ok. 100 teraton TNT). Taki efekt mogło mieć uderzenie planetoidy o średnicy 10 km i masie biliona ton, przy prędkości 20 km/s, bądź uderzenie komety o mniejszej masie, lecz poruszającej się ze znacznie większą prędkością. Symulacje komputerowe przeprowadzane przez zespół z Imperial College London w 2020 roku jako najprawdopodobniejsze wskazały uderzenie z kierunku północno-wschodniego pod kątem około 60°. Eksplozja spowodowała emisję związków siarki, które w postaci aerozoli zablokowały promienie słoneczne, zatrzymując fotosyntezę i gwałtownie ochładzając klimat.
Wywołana upadkiem fala tsunami spustoszyła wybrzeża Zatoki Meksykańskiej i Morza Karaibskiego. Wyrzucony w powietrze materiał mógł unosić się w atmosferze przez kilka lat, doprowadzając do zmian klimatycznych podobnych do zimy nuklearnej.

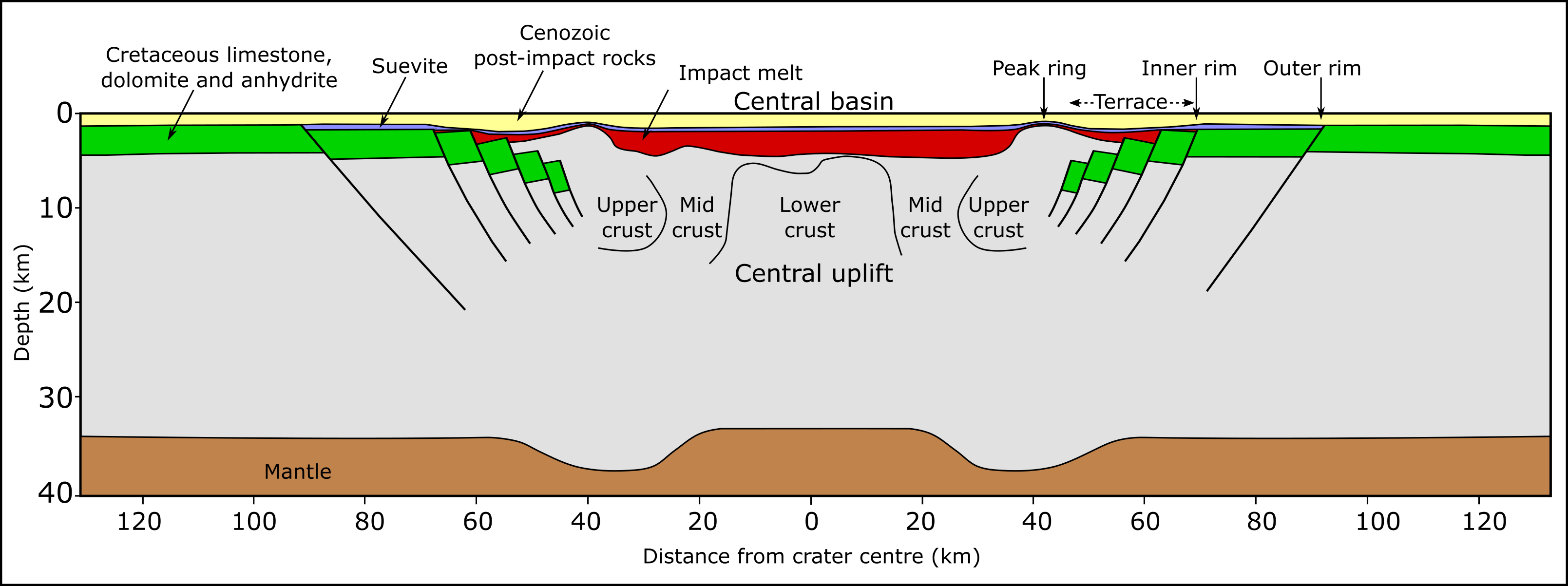

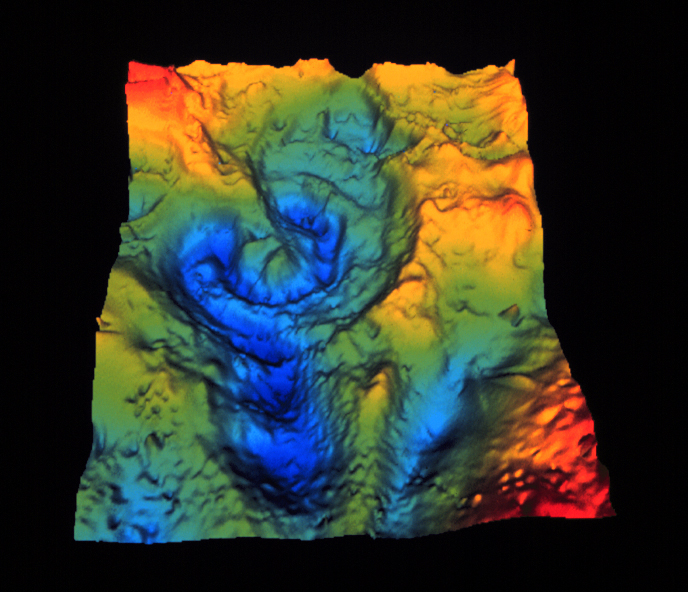
Model trójwymiarowy anomalii siły ciężkości związanej z kraterem Chicxulub

Animacja rozwoju krateru Chicxulub (University of Arizona, Space Imagery Center)

## Związek z wymieraniem
Powstanie krateru Chicxulub zbiegło się w czasie z wielkim wymieraniem kończącym okres kredowy, w którym wyginęło wiele grup zwierząt, m.in. dinozaury, pterozaury, amonity, belemnity i większość gatunków otwornic. Teorię tłumaczącą wymieranie kredowe upadkiem ciała niebieskiego o średnicy około 10 km przedstawili w 1980 roku Luis i Walter Alvarezowie oraz Frank Asara i Helen Michel. Dowodem ma być obecność irydu w warstwach geologicznych z przełomu kredy i paleogenu. Odkrycie krateru Chicxulub potwierdziło, że pod koniec kredy doszło do zderzenia planetoidy lub komety z Ziemią. Towarzyszyć mu mogą inne struktury uderzeniowe z tego okresu, jak krater Bołtysz czy (dotąd niepotwierdzone) kratery Silverpit i Śiwa.
Naukowcy w większości są zgodni, że zderzenie odegrało rolę w wymieraniu kredowym, choć możliwa jest także rola wzmożonego wulkanizmu, który utworzył trapy Dekanu. W 2010 Peter Schulte i współpracownicy zasugerowali, że uderzenie planetoidy w Chicxulub całkowicie tłumaczy zmiany środowiska i towarzyszące im wymieranie. Inni paleontolodzy i geolodzy nie zgadzają się, wskazując nieuwzględnienie danych paleontologicznych, które wymieranie każą tłumaczyć wieloma czynnikami.